# Henrik Huldén
Björn Henrik Huldén, född den 6 augusti 1957 i Helsingfors, är en finlandssvensk publicist, visartist och verspoet, som bland annat skriver dagsvers i Hufvudstadsbladet sedan 2003 under signaturen Gromit. Henrik Huldén är yrkesverksam inom svensk-finländskt samarbete.

## Biografi
Henrik Huldén är bosatt i Helsingfors i Finland och var verksam inom finländsk radio och TV 1983–2003, bland annat som projektledare för TV-serien Musikfrågan Kontrapunkt samt ordförande för Nordvisionens underhållningschefsgrupp. Sedan 2003 anställd vid Hanaholmens kulturcentrum för Sverige och Finland.
Som artist har Henrik Huldén aktivt uppträtt med visor, såväl ensam som med sitt band Poetic Light Orchestra. Han har medverkat på visfestivaler i Norden (Hangö Nordisk Visfest, Göteborg, Harstad, Stavanger, Lilleström, Frederikssund, Tjörn, Stockholm, Vaxholm, Lund) samt med egna konserter. CD-skivan "Liten pärla" med nordiska visor på svenska utkom i april 2011 och "Bröderna Bobrikoff" i augusti 2012. På 2020-talet har han publicerat visorna "Sommar i stan" och "Är det inte kärlek" som har spelats i finländsk radio. Han har medverkat med några spår på olika samlingsskivor, redigerat Bengt Ahlfors' visbok 1989, samt medverkat i redaktionen för Nordisk Visebok 1994. Tidigare var han ordförande för Sällskapet Visans Vänner i Helsingfors. 
Huldén har publicerat ett tiotal böcker. Han är svensk (1998), finsk (2009, på finska) och nordisk (två gånger) mästare i nyskrivna snapsvisor. En psalm av Huldén (nr 882 Kärlek och himmel) ingår i den finländska psalmboken.
Henrik Huldén har tilldelats Stipendiet av Samfundet Visans Vänner 2006, Barbara Helsingius-priset 2020 och Alf Henrikson-priset 2023.
Huldén är ledamot i styrelsen för Nordiska folkhögskolan i Kungälv, finländsk redaktionsmedlem i den svenska tidskriften Visor samt ledamot i Hugo Bergroth-sällskapet och Finlandssvenska rimakademin (FiRA).

## Priser och utmärkelser
- 2006 – Stipendiet av Visans vänner
- 2020 – Barbara Helsingius-priset
- 2023 – Alf Henrikson-priset

## Diskografi
- Nyinflyttad (1984), LP med nordiska visor. Med bl.a. musikerna Jack Mattsson, Mecki Knif och Malte Krook. (Klackspark LPKS01)
- Liten pärla (2011), CD med egna tolkningar av nordiska visor. Med musikerna Markus Fagerudd, Guido Jäger, Niklas Nylund och Mats Fontell. (HHUCD01)
- Bröderna Bobrikoff och elva till (2012), CD med nordiska visor till gitarr. (PALGOCD02)